# 山本ルミ
山本 ルミ（やまもと ルミ、1967年 - ）は、大分県生まれの看護師。
日本では珍しい、海外でケガや病気になった患者に付き添って、患者の母国や母国の病院などへ送り届けるエスコートナース(国際搬送看護師、nurse escort)の魁として知られる。

## 経歴
- 1985年 - 大分県中津市、扇城高等学校看護科卒業（現東九州龍谷高等学校）、准看護師の資格で東京慈恵会医科大学付属病院勤務。
- 1988年 - 慈恵看護専門学校卒業し、正看護師の資格を取得。
- 1991年 - カナダのFanshow college ESLコース受講。1994年から、六本木にある外国人専門のインターナショナルクリニックに勤務。[3]
- 2000年 - 在職中にメディック・エアーフランス(Medic Air France)に初めての日本人エスコートナースとして登録。
- 2006年 - International SOSにも登録。
- 2014年 - インターナショナルクリニックの所長だったエフゲニー・アクショーノフの死去により、クリニックは閉鎖。
- 2015年 - 2023年　Raffles Medical Group所属
- 2020年 - 現在 ニセコインターナショナルクリニック　[4]

新聞、雑誌でのインタビューなど多数。講演活動もやっている。

## 著書
- 山本ルミ『空飛ぶナース』新潮社、2007年。
- 山本ルミ(原案)、世鳥アスカ(漫画)『患者さまは外国人　無国籍ドクターと空飛ぶナースのドタバタ診療日誌』CCCメディアハウス、2014年。

## 論文
- 山本ルミ「	空飛ぶナースの仕事--搬送看護師について」『現代のエスプリ/ 看護という営み--最良のナースが育つことの大切さ ; 看護職の活躍する場の広がり』510号、p.88～95、ぎょうせい、2010年[5]